# Tweekleurige trechterzwam
De tweekleurige trechterzwam (Clitocybe metachroa) is een schimmel behorend tot het geslacht Clitocybe. Hij groeit in groepen op allerlei strooisel in loof- en naaldbossen. Hij produceert vruchtlichamen van augustus tot januari.

## Kenmerken

### Uiterlijke kenmerken
Hoed
De hoed heeft een diameter van 3 tot 6 cm. De vorm is plat-convex, dan depressief en trechtervormi. Het oppervlak is glad. Het is sterk hygrofaan. Bij droog weer is het zijdeachtig glanzend en heeft het een kleur van witachtig tot grijs met een donkerder midden, bij nat weer is het vettig glinsterend en heeft het een bruinachtige of vleesbruine kleur, en de rand is doorschijnend geribbeld.
Lamellen
De lamellen zijn breed aangehecht en iets taps toelopend naar de steel. Aanvankelijk zijn ze vuile room kleurig en later grijsbruin.
Geur en smaak
Het vlees is dun, witachtig. Hij heeft een champignonsmaak en geur.
Steel
De steel heeft een lengte van 3 tot 6 cm en een dikte van 0,3 tot 0,7 cm. De vorm is cilindrisch of afgeplat, verend, soms gebogen of gedraaid. Eerst vol, later leeg. Het oppervlak is vezelig. De kleur is roomwit, grijsbruin en viltig aan de basis.
Sporenprint
De sporenprint is wit. 

### Microscopische kenmerken
De basidia meten 18-33 × 5-7 µm. De basidiosporen zijn glad, enigszins asymmetrisch, inamyloïde en meten 5,5-8,5 (9,0) × 3,5-5,0 (5,5) µm. Het Q-getal is 1,5 tot 2,0 en Q-gemiddeld is 1,7 tot 1,9. Cheilocystidia zijn niet aanwezig.

## Verspreiding
De tweekleurige trechterzwam komt voor in Noord-Amerika en Europa. In Nederland komt hij zeer algemeen voor. Hij staat niet op de rode lijst en is niet bedreigd.